# Georges Mpaga
Georges Mpaga est un acteur de la société civile gabonaise, défenseur des droits humains, connu pour ses actions pour la démocratie et contre le régime d’Ali Bongo entre 2009 et 2023, président de l’association Réseau des organisations libres de la société civile pour la bonne gouvernance au Gabon (ROLBG).

## Biographie
Georges Mpaga participe aux côtés de Marc Ona Essangui au réseau international « Publiez ce que vous payez ». Fin décembre 2008, Georges Mpaga est arrêté en même temps que Marc Ona et Grégory Ngbwa Mintsa, seul ressortissant africain qui cosigne les plaintes déposées fin 2008 et le 2 décembre 2009 à Paris par Transparency International, alors qu’ils se mobilisent contre les biens mal acquis d’Ali Bongo.
À partir de 2012, il est porte-parole de Ça suffit comme ça !, mouvement qu’il dirige avec Marc Ona. Début juillet 2012, il vient à Paris pour interpeller François Hollande au moment de la visite d’Ali Bongo peu de temps après la présidentielle française. Ça suffit comme ça ! participe au plaidoyer sur la qualité des processus électoraux en Afrique dans le Collectif de solidarité avec les luttes sociales et politiques en Afrique. Ça suffit comme ça ! participe à la campagne internationale Tournons la Page à partir de l’appel du 15 octobre 2014.
Avant l’élection présidentielle gabonaise de 2016, Georges Mpaga participe aux démarches de la société civile aux côtés du pasteur Georges Bruno Ngoussi pour faciliter le choix d’un candidat unique par l’opposition pour le scrutin du 27 août 2016, qui aboutissent à la candidature de Jean Ping lors d’un accord le 16 août 2016. 
Il fait partie avec Zacharie Myboto, Didjob Divungi Di Ndinge, René Ndemezo’o Obiang, Paul-Marie Gondjout et Christian Gondjout, des 27 personnes retenues prisonnières lors de l’assaut du QG de Jean Ping le 31 août 2016. 
Georges Mpaga travaille sur le bilan des violences post-électorales de 2016 au Gabon. Le 11 novembre 2016, il présente le rapport de la société civile sur le processus électoral et la crise électorale. Georges Mpaga et le ROLBG mène ensuite un plaidoyer auprès de l’Union européenne et de la Cour pénale internationale.
Après le coup d’Etat du 30 août 2023, Georges Mpaga et le ROLBG continuent d’agir avec la société civile sur la transition vers la démocratie attendue. Le 25 octobre 2023, il est nommé Secrétaire du Conseil économique, social et environnemental en octobre 2023 aux côtés du président de ce conseil, Séraphin Moundounga.